# Kościół Przemienienia Pańskiego w Radoczy
Kościół pod wezwaniem Przemienienia Pańskiego w Radoczy – drewniany kościół parafialny parafii Przemienienia Pańskiego w Radoczy. Z początku XVI wieku, przebudowywany w XVIII, XIX i XX wieku. Znajduje się na Szlaku Architektury Drewnianej województwa małopolskiego.

## Historia
Budowę kościoła ukończono w 1535 roku, a w latach 1568–1598 służył ewangelikom kalwińskim za sprawą miejscowego dziedzica, Jerzego Ajchingera. Ponownie konsekrowany został przez katolickiego biskupa Mikołaja Oborskiego w roku 1624. Pierwszy poważny remont kościoła nastąpił pod koniec XVIII wieku, renowację w latach 1770–1804 zleciła ówczesna właścicielka miejscowości, Justyna Żarnowieckia. W 1897 roku na dachu dobudowano sygnaturkę. Następna gruntowna modernizacja nastąpiła w 1913 roku, m.in. wybudowano nową wieżę. W 1980 roku stan techniczny kościoła (zbutwiały zrąb) wymusił już nie remont a demontaż kościoła. Zanim to jednak uczyniono dokonano pomierzeń, by móc możliwie najwierniej go odtworzyć. Prace te trwały od 1 lipca 1981 do grudnia 1985 roku. Z kościoła sprzed demontażu pozostały oryginalne jedynie cztery słupy nośne słupowej konstrukcji wieży z początku XX wieku. 31 października 1999 roku arcybiskup Franciszek Macharski powtórnie konsekrował kościół.
W rejestrze zabytków nieruchomych województwa małopolskiego znajduje się słupowa konstrukcja wieży kościoła.

## Architektura
Kościół jest orientowany. Do położonego we wschodniej części kościoła wielobocznie zamkniętego prezbiterium przylega murowana zakrystia, tworząca przedłużenie podłużnej osi, szerszej, wydłużonej nawy. Prezbiterium i nawa przykryte są wspólnym jednokalenicowym dachem, krytym eternitem. Położona w zachodniej części kościoła wieża zwieńczona jest dachem strzelistym.

## Wnętrze
Nad nawą i prezbiterium znajduje się płaski strop, podobnie jak ściany wykonany ze świeżego drewna. W stropie nawy zaskrzynienia oparte na słupach. W barokowym ołtarzu głównym wykonanym w latach 1865–1870 mieści się obraz Przemieniania Pańskiego. Pozostałe dwa ołtarze boczne również barokowe. 